# Idiosoma nigrum
Idiosoma nigrum là một loài nhện trong họ Idiopidae.
Loài này thuộc chi Idiosoma. Idiosoma nigrum được Barbara York Main miêu tả năm 1952.